# 21660 Веленія
21660 Веленія (21660 Velenia) — астероїд головного поясу, відкритий 20 серпня 1999 року.
Тіссеранів параметр щодо Юпітера — 3,346.